# Ümit Dündar
 (octobre 2019).
Ümit Dündar (né en 1955 à Manisa, en Turquie) est un général turc qui a été provisoirement chef d'état-major des forces armées turques alors que Hulusi Akar était retenu en otage par les forces de la tenattive de coup d'État de 2016.